# Полезахисна смуга №2
Полезахисна смуга №2 — ботанічна пам'ятка природи місцевого значення. Об'єкт розташований на території Маловисківського району Кіровоградської області.
Площа — 16 га, статус отриманий у 1968 році.